# 小行星9538
小行星9538（英語：9538）是一颗围绕太阳公转的小行星。1982年10月20日，安東寧·姆爾科斯在克列特发现了此天体。
这颗小行星的绝对星等为250.40606等。